# Egri minaret
Az egri minaret az Oszmán Birodalom legészakibb európai emléke; Magyarország három ép minaretje közül a legmagasabb és a legjobb állapotú. Valószínűleg a 17. század elején épült.

## Története
A Kethüda minárét az egykori Oszmán Birodalom legészakibb minaretjeként, valamikor 1596 (Eger elfoglalása) és 1664 (első ismert említése) között építették gondosan faragott homokkő kváderekből az eredetileg a keleti oldalán álló, vörös homokkőből épült, díszes dzsámihoz. A 91 éves török uralom alatt összesen tíz minaretet emeltek a városban, de közülük csak ez az egy maradt meg. 1687-ben, a város visszafoglalása után a magyarok első lelkesedésükben ezt is le akarták dönteni, ezért 400 ökörrel meghúzták a tornyot. Az épület azonban elég stabilnak bizonyult, úgyhogy inkább egy, az el nem távolított félholdból kinövő keresztet raktak a tetejére.
A dzsámit a török uralom után Szent Józsefnek szentelt katolikus templommá, majd a 18. században kórházzá alakították, végül 1841-ben lebontották. A helyén templomot építettek.
A minaret eredeti kupolának nevezett tetőrésze egy villámcsapás következtében összeomlott, az épület állaga folyamatosan romlott. 1829-ben Pyrker János László érsek bádogtetővel vonta be a tornyot, megóvva azt a teljes lepusztulástól. A jelenlegi, az épület arculatához jól illeszkedő kőkúpot a műemlék védelme érdekében 1897-ben Möller István tervei alapján, közadakozásból építették rá – ekkor készülhetett az erkély korlátja is. A torony külseje az 1960-as, belső részeit az 1970-es években felújításon esett át. Legújabb felújítására 2018-ban került sor. 2013-ban, turisztikai attrakcióként müezzin szólt az erkélyéről.

## Az építmény
Műemlék; törzsszáma: 1982.
A négy utca találkozásánál kialakult téren álló tornyot korábban kovácsoltvas kerítés vette körül.
Alapja 14-szögletű, csúcsa 40 m magas. A szélesebb lábazat plasztikusan kialakított, kúpos szakasszal szűkül a toronytörzs felé. A toronytörzs felső harmadában gazdagon tagolt konzolsor fölött kovácsoltvas korláttal kerített erkély fut körbe 26 méter magasan. A torony belsejében csigalépcső vezet fel, 98 keskeny, magas lépcsőfokkal.